# Paulo Costa (lottatore)
Paulo Henrique Costa, noto anche come Borrachinha (Belo Horizonte, 21 aprile 1991), è un artista marziale misto brasiliano.
Combatte nella divisione dei pesi medi per l'organizzazione statunitense UFC. È stato fra i partecipanti del reality show The Ultimate Fighter: Brazil 3 e ha militato anche nelle promozioni Jungle Fight e FTF.

## Caratteristiche tecniche
Costa è un lottatore che predilige il combattimento in piedi, essendo dotato di ottime abilità nello striking e di buona potenza nelle braccia; nonostante questo vanta anche la cintura nera nel BJJ.

## Carriera nelle arti marziali miste

### Inizi
Costa debutta nelle MMA professioniste nel febbraio 2012 in terra natia e in questo periodo lavora come agente immobiliare per pagarsi gli allenamenti. Nei cinque anni successivi mette insieme un record di 8-0, di cui sette KO.

### Ultimate Fighting Championship
Costa entra nel mondo della UFC partecipando alla terza edizione brasiliana del reality show The Ultimate Fighter, dove mette insieme un record 1-1.
Debutta ufficialmente nella federazione l'11 marzo 2017 a UFC Fight Night 106 contro il sudafricano Garreth McLellan: il brasiliano si impone per KO tecnico alla prima ripresa e per di più ottiene anche il riconoscimento Performance of the Night.
Il 3 giugno seguente affronta il nigeriano Oluwale Bamgbose a UFC 212, imponendosi di nuovo per KO tecnico alla seconda ripresa.
Cinque mesi dopo, a UFC 217, affronta l'ex campione dei pesi welter UFC Johny Hendricks: facendo leva sulla propria stazza, Costa mette più volte l'avversario alle strette con combinazioni alla testa prima di sconfiggerlo per KO tecnico al secondo round.
Il 7 giugno 2018 affronta l'ex concorrente di The Ultimate Fighter Uriah Hall, vincendo di nuovo per KO tecnico alla seconda ripresa e ottenendo il suo secondo riconoscimento come Performance of the Night; il 17 agosto 2019 affronta l'ex contendente al titolo Yoel Romero (che avrebbe dovuto affrontare a novembre 2018 e poi, dopo varie riformulazioni, nell'aprile 2019) vincendo per decisione unanime: entrambi gli atleti vengono premiati con il riconoscimento Fight of the Night.
Il 26 Settembre 2020 a UFC 253 affronta il campione dei pesi medi Israel Adesanya in un incontro valevole per il titolo UFC dei pesi medi, subendo la sua prima sconfitta in carriera per Knockout.
Il 3 agosto 2021 viene annunciato l'incontro tra Costa e il numero 5 dei ranking pesi medi Marvin Vettori come main event della Fight Night del 23 ottobre 2021. A pochi giorni dal match però non riesce a rientrare nella categoria di peso, dunque concorda un incontro al limite delle 205 libbre (pesi mediomassimi). Nonostante l’agevolazione di non dover scendere di peso, perde l'incontro per decisione unanime (48-46, 48-46, 48,46), ottenendo la seconda sconfitta in carriera.
Il 20 agosto 2022 affronta a UFC 278 l'ex campione dei pesi medi Luke Rockhold, imponendosi per decisione unanime e tornando così alla vittoria. 
Dopo aver saltato per infortuni alcuni match in programma, come quelli contro Robert Whittaker prima e Khamzat Chimaev dopo (in particolare quest'ultimo, programmato ufficialmente all'evento UFC 294, vide il brasiliano costretto a tirarsi fuori a causa di varie operazioni per un'infezione da stafilococco al gomito, con Kamaru Usman che prese il suo posto in "short notice"), quasi un anno e mezzo dall'ultima volta, Paulo torna in gabbia il 18 febbraio 2024, ad UFC 298, in un match proprio contro Robert Whittaker in cui perde per decisione unanime sui tre round.  

## Risultati nelle arti marziali miste
| Risultato | Record | Avversario                | Metodo                           | Evento                                | Data              | Round | Tempo | Città                       | Note                                         |
| --------- | ------ | ------------------------- | -------------------------------- | ------------------------------------- | ----------------- | ----- | ----- | --------------------------- | -------------------------------------------- |
| Vittoria  | 15-4   | Roman Kopylov             | Decisione (unanime)              | UFC 318                               | 19 luglio 2025    | 3     | 5:00  | Louisiana, Stati Uniti      |                                              |
| Sconfitta | 14-4   | Sean Strickland           | Decisiome (non unanime)          | UFC 302                               | 1 giugno 2024     | 5     | 5:00  | Newark, Stati Uniti         |                                              |
| Sconfitta | 14-3   | Robert Whittaker          | Decisione (unanime)              | UFC 298                               | 17 Febbraio 2024  | 3     | 5:00  | Anaheim, Stati Uniti        |                                              |
| Vittoria  | 14-2   | Luke Rockhold             | Decisione (unanime)              | UFC 278: Usman vs. Edwards 2          | 20 agosto 2022    | 3     | 5:00  | Salt Lake City, Stati Uniti | Fight of the Night                           |
| Sconfitta | 13-2   | Marvin Vettori            | Decisione (unanime)              | UFC Fight Night: Costa vs. Vettori    | 23 Ottobre 2021   | 5     | 5:00  | Enterprise, Stati Uniti     | Debutto nei pesi mediomassimi (205 libbre) . |
| Sconfitta | 13-1   | Israel Adesanya           | KO Tecnico (pugni)               | UFC 253: Adesanya vs. Costa           | 26 Settembre 2020 | 2     | 3:59  | Abu Dhabi, Emirati Arabi    | Per il titolo dei pesi medi UFC              |
| Vittoria  | 13-0   | Yoel Romero               | Decisione (unanime)              | UFC 241: Cormier vs. Miocic 2         | 17 agosto 2019    | 3     | 5:00  | Anaheim, Stati Uniti        | Fight of the Night                           |
| Vittoria  | 12-0   | Uriah Hall                | KO tecnico (pugni)               | UFC 226: Miocic vs. Cormier           | 7 luglio 2018     | 2     | 2:38  | Las Vegas, Stati Uniti      | Performance of the Night                     |
| Vittoria  | 11-0   | Johny Hendricks           | KO tecnico (pugni)               | UFC 217: Bisping vs. St-Pierre        | 4 novembre 2017   | 2     | 1:23  | New York, Stati Uniti       |                                              |
| Vittoria  | 10-0   | Oluwale Bamgbose          | KO tecnico (pugni)               | UFC 212: Aldo vs. Holloway            | 3 giugno 2017     | 2     | 1:06  | Rio de Janeiro, Brasile     |                                              |
| Vittoria  | 9-0    | Garreth McLellan          | KO tecnico (pugni)               | UFC Fight Night: Belfort vs. Gastelum | 11 marzo 2017     | 1     | 1:17  | Fortaleza, Brasile          | Debutto in UFC, Performance of the Night     |
| Vittoria  | 8-0    | Adriano Balby             | KO (pugno)                       | Jungle Fight 90                       | 3 settembre 2016  | 1     | 3:25  | San Paolo, Brasile          | Difende il titolo dei pesi medi Jungle Fight |
| Vittoria  | 7-0    | Eduardo Ramon             | Sottomissione (rear-naked choke) | Jungle Fight 87                       | 21 maggio 2016    | 1     | 2:40  | San Paolo, Brasile          | Vince il titolo dei pesi medi Jungle Fight   |
| Vittoria  | 6-0    | Bruno Assis               | KO tecnico (pugni)               | Jungle Fight 84                       | 5 dicembre 2015   | 1     | 1:17  | San Paolo, Brasile          |                                              |
| Vittoria  | 5-0    | Wagner Silva Gomes        | KO tecnico (pugni)               | FTF 11                                | 24 aprile 2015    | 1     | 4:37  | Rio de Janeiro, Brasile     | Vince il titolo dei pesi medi FTF            |
| Vittoria  | 4-0    | Gérson da Silva Conceição | KO tecnico (stop medico)         | FTF 9                                 | 19 dicembre 2014  | 1     | 5:00  | Rio de Janeiro, Brasile     |                                              |
| Vittoria  | 3-0    | Fabio Moreira             | KO tecnico (pugni)               | BH Fight: MMA Grand Prix              | 1 novembre 2013   | 1     | 1.26  | Belo Horizonte, Brasile     |                                              |
| Vittoria  | 2-0    | Ademilson Borges          | KO tecnico (colpi)               | Upper Fight: MMA Championship 2       | 15 giugno 2013    | 1     | 0:32  | Teófilo Otoni, Brasile      |                                              |
| Vittoria  | 1-0    | Teo Esteves               | KO tecnico (pugni)               | MMA Total Combat: Santa Luzia         | 5 febbraio 2012   | 1     | 2:08  | Santa Luzia, Brasile        |                                              |